# 河南等處承宣布政使司
河南等處承宣布政使司，明朝行政区划。

## 沿革
- 元属河南江北行中书省，部分直属中书省。
- 洪武元年，置中书分省，定开封府为北京，同年中书分省改置河南分省，怀庆府、卫辉府、彰德府、大名府、广平府、顺德府、河间府、保定府、真定府来属，并信阳州升信阳直隶州来属。
- 洪武二年，大名府、广平府、顺德府、河间府、保定府、真定府另属北平行省。同年河南分省改置河南行中书省；
- 洪武四年，信阳州降散州；
- 洪武九年，河南行省改置河南承宣布政使司；同年湖广布政司荆州府、黄州府、沔阳直隶州来属。
- 洪武十一年罢北京；
- 洪武二十四年二十四年(1391)荆州府、黄州府、汉阳府、沔阳直隶州另属湖广布司。
- 成化十二年，汝州升汝州直隶州；
- 嘉靖二十四年，归德州升归德府；

## 辖境

### 开封府
元为汴梁路。洪武元年改置开封府，同年属分省，同年定为北京，洪武十一年罢北京。
- 下辖县
  - 祥符县、陈留县、杞县、通许县、太康县、尉氏县、洧川县、鄢陵县、扶沟县、中牟县、阳武县、原武县、封丘县、延津县、兰阳县、仪封县、新郑县
- 下辖散州
  - 陈州、许州、禹州、郑州

### 河南府
元为河南路。洪武元年改置河南府，同年属分省。
- 下辖县
  - 洛阳县、偃师县、巩县、孟津县、宜阳县、永宁县、新安县、渑池县、登封县、嵩县、卢氏县
- 下辖散州
  - 陕州

### 归德府
元为直隶府。洪武元年属分省，同年降为归德州，改属开封府；弘治十六年归德州州南徙今治，嘉靖二十四年（1545年）复升为归德府，属布政司。
- 下辖县
  - 商丘县、宁陵县、鹿邑县、夏邑县、永城县、虞城县
- 下辖散州
  - 睢州

### 汝宁府
元为直隶府。洪武元年属分省。
- 下辖县
  - 汝阳县、真阳县、上蔡县、新蔡县、西平县、确山县、遂平县
- 下辖散州
  - 信阳州、光州

### 南阳府
元为直隶府。洪武元年属分省。
- 下辖县
  - 南阳县、镇平县、唐县、泌阳县、桐柏县、南召县
- 下辖散州
  - 邓州、裕州

### 怀庆府
元为怀庆路。洪武元年改置怀庆府，属分省。
- 下辖县
  - 河内县、济源县、修武县、武陟县、孟县、温县

### 卫辉府
元为卫辉路。洪武元年改置卫辉府，同年属分省。
- 下辖县
  - 汲县、胙城县、新乡县、获嘉县、淇县、辉县

### 彰德府
元为彰德路。洪武元年改置彰德府，同年属分省。
- 下辖县
  - 安阳县、临漳县、汤阴县、林县
- 下辖散州
  - 磁州

### 汝州直隶州
元属南阳府。洪武元年省倚郭梁县入州，成化十二年(1476)升为直隶州，属布政司。
- 下辖县
  - 鲁山县、郏县、宝丰县、伊阳县